# Imastu
Imastu är en ort i Estland. Den ligger i Tapa kommun och landskapet Lääne-Virumaa, i den centrala delen av landet, 70 km öster om huvudstaden Tallinn. Imastu ligger 98 meter över havet och antalet invånare är 194.
Terrängen runt Imastu är platt. Runt Imastu är det glesbefolkat, med 10 invånare per kvadratkilometer. Närmaste större samhälle är Tapa, 2,8 km väster om Imastu. Omgivningarna runt Imastu är en mosaik av jordbruksmark och naturlig växtlighet.